# Geneesmiddelenrepertorium
In het geneesmiddelenrepertorium staan alle door het College ter Beoordeling van Geneesmiddelen (CBG) geregistreerde informatieteksten (IB1-teksten) van in de handel zijnde geneesmiddelen. 